# 1018
| [ Edytuj tabelę ]              |                                                     |
| Książę Polski                  | - 992 Bolesław I Chrobry 1025                       |
| Król Angkoru                   | - 1010 Surjawarman I 1048                           |
| Król Anglii                    | - 1014 Knut Wielki 1035                             |
| Hrabia Aragonii i król Nawarry | - 1000 Sancho III Wielki 1035                       |
| Hrabia Barcelony               | - 1017 Berengar Rajmund I 1035                      |
| Książę Bawarii                 | - 1005 Henryk V 1026                                |
| Książę Burgundii               | - 1016 Henryk I 1032                                |
| Cesarz Bizancjum               | - 976 Bazyli II Bułgarobójca 1025                   |
| Car Bułgarii                   | - 1015 Iwan Władysław 1018                          |
| Cesarz Chin                    | - 997 Song Zhenzong 1022                            |
| Książę Czech                   | - 1012 Oldrzych 1033                                |
| Król Danii                     | - 1014 Harald Svensson 1018 - 1018 Knut Wielki 1035 |
| Władca Egiptu                  | - 996 Al-Hakim bi-Amr Allah 1021                    |
| Król Francji                   | - 996 Robert II Pobożny 1031                        |
| Król Gruzji                    | - 1014 Jerzy I 1027                                 |
| Hrabia Holandii                | - 993 Dirk III 1039                                 |
| Cesarz Japonii                 | - 1016 Go-Ichijō 1036                               |
| Kalif                          | - 991 Al-Kadir 1031                                 |
| Hrabia Kastylii                | - 1017 Garcia II Sanchez 1029                       |
| Król Kastylii                  | - 1000 Sancho III 1035                              |
| Wielki książę Kijowa           | - 1015 Światopełk I Przeklęty 1019                  |
| Patriarcha Konstantynopola     | - 999 Sergiusz II 1019                              |
| Władca Korei                   | - 1009 Hyŏnjong 1031                                |
| Król Leónu                     | - 999 Alfons V 1028                                 |
| Król Norwegii                  | - 1016 Olaf II Haraldsson 1028                      |
| Hrabia Palatynatu              | - 994 Ezzon 1034                                    |
| Papież                         | - 1012 Benedykt VIII 1024                           |
| Hrabia Portugalii              | - 1017 Nuno I i Ilduara Mendes 1028                 |
| Cesarz rzymski (niemiecki)     | - 1014 Henryk II 1024                               |
| Książę Saksonii                | - 1011 Bernard II 1059                              |
| Król Szkocji                   | - 1005 Malcolm II 1034                              |
| Król Szwecji                   | - 995 Olof Skötkonung 1022                          |
| Doża Wenecji                   | - 1009 Otton Orseolo 1026                           |
| Król Węgier                    | - 1000 Stefan I Święty 1038                         |

Rok 1018 / MXVIII
stulecia: X wiek ~
XI wiek ~
XII wiek

lata: 1008 «
1013 «
1014 «
1015 «
1016 «
1017 «
1018
» 1019
» 1020
» 1021
» 1022
» 1023
» 1028

## Wydarzenia w Polsce
- 30 stycznia – pokój w Budziszynie kończący serię wojen polsko-niemieckich. Państwo Piastów uzyskało Milsko i Łużyce[1].
- 3 lutego – Bolesław I Chrobry ożenił się z Odą, córką margrabiego miśnieńskiego Ekkeharda I.
- 22 lipca – bitwa pod Wołyniem: po zawarciu pokoju w Budziszynie Bolesław I Chrobry zorganizował wyprawę na Ruś Kijowską. Przy ujściu rzeki Huczwy pobił armię ruską wojewody Bąda, po czym bez większych przeszkód dotarł do Kijowa. Jarosław I Mądry uszedł do Nowogrodu. Bolesław I Chrobry ponownie osadził na tronie ruskim swego zięcia Świętopełka I Przeklętego. Po 10-miesięcznej okupacji opuścił Kijów i w drodze powrotnej (1019) zajął Grody Czerwieńskie.
- 14 sierpnia – Bolesław I Chrobry zdobył Kijów.
- Odłączenie się państwa-miasta Wolina oraz Szczecina od Polski.

## Wydarzenia na świecie
- 22 lipca – rozpoczęła się Bitwa pod Wołyniem (wyprawa kijowska (1018)) – Bolesław I Chrobry pokonał Jarosława I Mądrego.
- 29 lipca – zwycięstwo wojsk fryzyjskich nad niemieckimi w bitwie pod Vlaardingen.

- Całkowite podporządkowanie Bułgarii i terenów południowosłowiańskich zależnych od niej Cesarstwu Bizantyjskiemu.

## Urodzili się
- Kanut Surowy – król Danii i Anglii
- Michał Psellos – polityk, pisarz bizantyjski

## Zmarli
- Harald Svensson – król Danii
- luty – Iwan Władysław car Bułgarii
- 1 grudnia – Thietmar z Merseburga - biskup merseburski, kronikarz, autor Kroniki Thietmara (ur. 975)